# Peripter

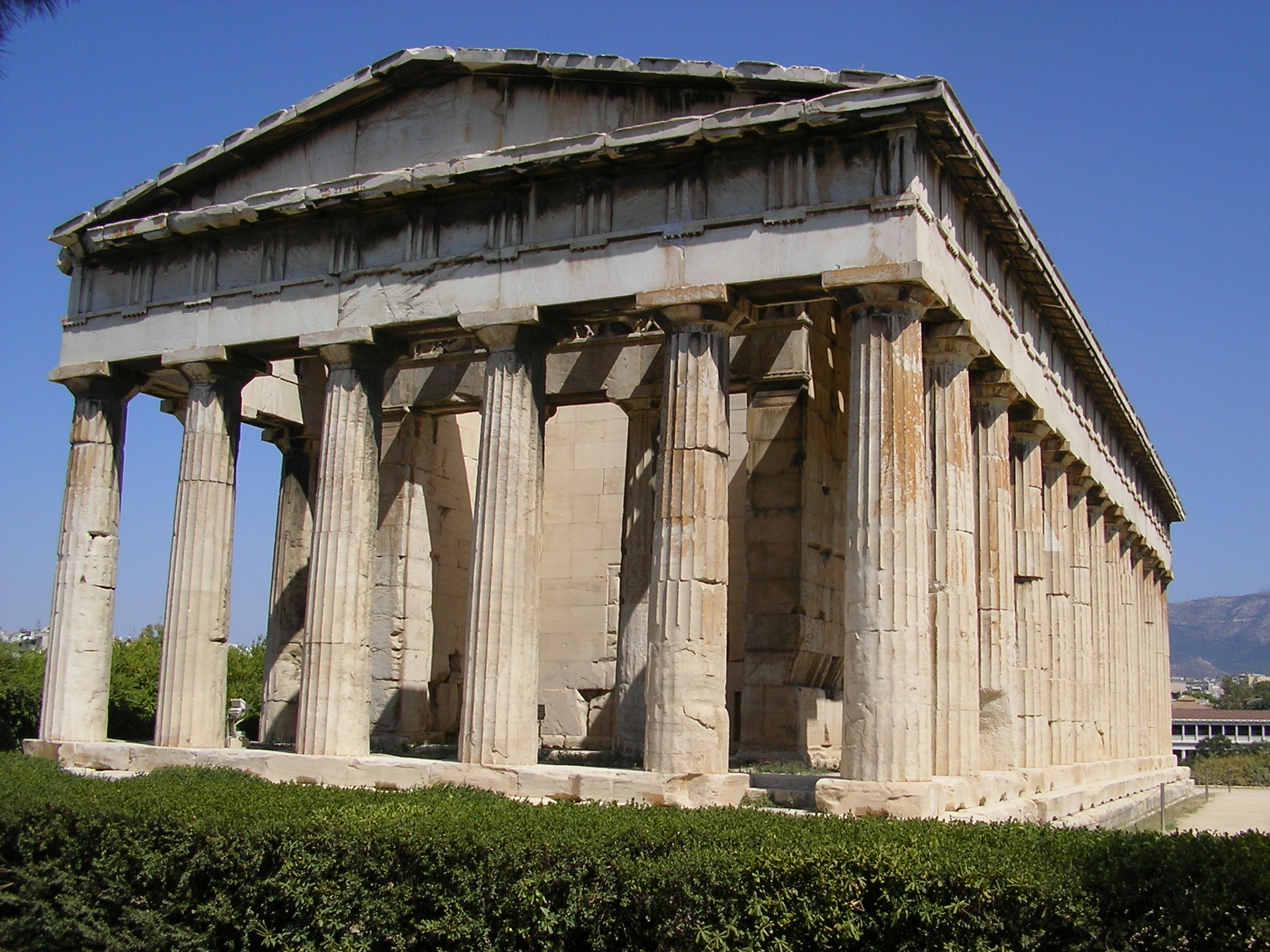
Hephaisteion din Atena.

Un edificiu peripteral este înconjurat de rânduri de coloane pe toate laturile. Acestea formează o colonadă exterioară, un caz special al peristilului, care poate fi interior sau exterior.
Această dispunere este foarte frecventă în arhitectura clasică grecească, cel puțin începând cu arhitectura din lemn din secolul al VII-lea. De asemenea, a fost folosită, deși în mod excepțional, în Egiptul Antic și în templele etrusce.

## Exemple de clădiri peripterale
- Partenonul din Atena;
- Templul lui Apollo din Bassae;
- Maison Carrée (pseudoperipteral), Nîmes.

Exemple neoclasice:
- Biserica Madeleine din Paris;
- Palais Brongniart din Paris.